# Ultima frontiera
(didascalia, dalla copertina di Ultima frontiera)
Ultima frontiera è un saggio politico-utopistico di Carlo Cassola scritto nel 1975 e pubblicato da Rizzoli nel maggio del 1976 con il quale lo scrittore "ha preso posizione nei confronti dei massimi problemi dell'umanità d'oggi e (...) vuole dunque interpretare la condizione di sospensione e di terrore in cui è attanagliata oggi l'umanità nella prospettiva forse non remota di una catastrofe che potrebbe distruggerla, una terza guerra mondiale, un irreversibile inquinamento delle risorse, il superpopolamento, ecc."

## Struttura del saggio
Il saggio riporta sulla copertina, dai Caprichos di Goya, l'acquaforte intitolata Il sonno della ragione genera mostri con sotto una didascalia che appare come epigrafe e come programma.
Il libro è composto da quattro capitoli: Destra e sinistra dall'Italia unita all'Italia repubblicana; Storia d'Europa dalla Rivoluzione francese alla seconda guerra mondiale; Il mondo verso la catastrofe; Che fare?.

### Destra e sinistra dall'Italia unita all'Italia repubblicana
In questo primo capitolo Cassola mette in evidenza la distinzione tra la destra conservatrice e la sinistra. Egli sostiene che la destra, anche se con aspetti diversi, è sempre stata al potere in Italia, sia nel sessantennio liberale e monarchico, sia nel ventennio fascista, sia nel trentennio repubblicano, gestito dai democristiani e che la sinistra non è riuscita a sfruttare né le situazioni d'emergenza né i momenti di crisi: 1859-1861, 1919-22, 1943-1947.

### Storia d'Europa dalla Rivoluzione francese alla seconda guerra mondiale
Nel secondo capitolo Cassola delinea un quadro delle ideologie borghesi (il liberalismo e il nazionalismo) e di quelle proletarie  (l'anarchica o libertaria) e (la socialista o comunista)

### Il mondo verso la catastrofe
Qui Cassola sostiene che l'umanità è arrivata ad un bivio e che deve scegliere tra il mantenere l'assetto attuale del mondo che si basa sugli Stati nazionali, che vuol dire guerra e fine della vita sulla terra, oppure l'internazionale e quindi un governo mondiale e la pace.

### Che fare?
Nel quarto e ultimo capitolo Cassola propone una rivoluzione liberale, democratica e socialista che partendo da un gruppo di uomini di cultura sostenuta dalle masse, sia in grado di forzare la mano ai politici. «Mezzo secolo fa partì da noi l'indicazione sbagliata, quella del fascismo. Perché non potrebbe partire oggi da noi l'indicazione giusta: la conciliazione tra socialismo e libertà e, più ancora, l'abbandono del miope egoismo nazionale per un'iniziativa internazionalista?»

## Edizioni
- Carlo Cassola, Ultima frontiera, Rizzoli, 1976.